# Otto Böcher
Otto Hermann Konrad Böcher (* 12. März 1935 in Worms; † 27. Februar 2020 in Mainz) war ein deutscher evangelischer Theologe und Professor für Neues Testament an der Universität Mainz.

## Lebenslauf
Otto Hermann Konrad Böcher wurde 1935 als Sohn eines Schuhmachers und Diakons in Worms geboren. Nach seinem Abitur, das er 1954 am Wormser Rudi-Stephan-Gymnasium ablegte, studierte er Evangelische Theologie, Kunstgeschichte und Philosophie an den Universitäten Mainz und Heidelberg. Während seiner Studienzeit wurde er Mitglied der christlichen Studentenverbindungen Mainzer Wingolf (1954) und Heidelberger Wingolf (1956). 1958 wurde er im Fach Kunstgeschichte zum Dr. phil. promoviert, 1963 im Fach Neues Testament zum Dr. theol. Von 1962 bis 1964 war als Pfarrer in Selzen in Rheinhessen tätig. Von 1963 bis 1968 war er wissenschaftlicher Assistent an der Universität Mainz. 1968 habilitierte er sich für das Fach Neues Testament in Mainz und wurde dort Privatdozent, 1971 außerplanmäßiger Professor. Er lehrte von 1975 bis 1978 in Saarbrücken Religionspädagogik und war von 1978 bis zu seiner Emeritierung 2003 in Mainz als Professor für Neues Testament tätig. Kurz vor seinem 85. Geburtstag ist Otto Böcher 2020 in Mainz gestorben. Böcher war verheiratet und hinterlässt drei Söhne und eine Tochter.
Böcher war Mitglied der Hessischen Historischen Kommission, der Pfälzischen Gesellschaft zur Förderung der Wissenschaften, des Herold zu Berlin und der Humboldt-Gesellschaft für Wissenschaft, Kunst und Bildung.

## Wissenschaftliche Leistung
Otto Böcher veröffentlichte zahlreiche Beiträge zur neutestamentlichen Johannesoffenbarung, zum Dämonismus, zur Taufe und – über das Neue Testament hinaus – zum antiken und mittelalterlichen Judentum und zur mittel- und oberrheinischen Kunstgeschichte. Seine Studie zur Baugeschichte der Wormser Synagoge, deren Wiederaufbau (1958–1961) er wissenschaftlich begleitete, gilt bis heute als Standardwerk. Böcher trat regelmäßig als Autor studentengeschichtlicher Texte hervor. Bekannt ist er auch als Autor des Kleinen Lexikons des studentischen Brauchtums, das bisher in drei Auflagen erschien.

## Ehrungen und Widmungen
In Würdigung seiner Verdienste um Genealogie und Heraldik wurde Otto Böcher 1985 zum Korrespondierenden Mitglied des Herold, Verein für Heraldik, Genealogie und verwandte Wissenschaften zu Berlin ernannt.
Am 27. Juni 2014 wurde ihm der Ehrenring der Stadt Worms verliehen.
Am 10. Dezember 2014 wurde ihm der Verdienstorden des Landes Rheinland-Pfalz verliehen.
Im Johanniterorden wurde er 1976 Ehrenritter, 1987 Rechtsritter und 2002 Ehrenkommendator, Mitglied im Konvent der Provinzialgenossenschaft Hessen.
Herrn Prof. Dr. Dr. Otto Böcher gewidmet: Elmar Worgull: Frankenthals romanische Klosterbasilika und ihre überregionale Bedeutung. Neueste bau- und kunstgeschichtliche Erkenntnisse. In: Der Wormsgau: Wissenschaftliche Zeitschrift der Stadt Worms und des Altertumsvereins Worms e. V. Stadt Worms und Wernersche Verlagsgesellschaft, Worms 2015. 31 (2014/15), S. 19–32.

## Veröffentlichungen (Auswahl)
- Der alte Judenfriedhof in Worms. Ein Führer durch seine Geschichte und Grabmäler. 1960 (2. Aufl.)
- Die Alte Synagoge zu Worms. Worms 1960; wieder abgedruckt in: Festschrift zur Wiedereinweihung der Alten Synagoge zu Worms, Frankfurt a. M. 1961, sowie erneut in: Fünfzig Jahre Wiedereinweihung der Alten Synagoge zu Worms: Erweiterter Nachdruck der Forschungen von 1961 mit Quellen. Worms 2011.
- Der johanneische Dualismus im Zusammenhang des nachbiblischen Judentums. Gütersloh 1965.
- Dämonenfurcht und Dämonenabwehr. Ein Beitrag zur Vorgeschichte der christlichen Taufe. Stuttgart 1970.
- Christus Exorcista. Dämonismus und Taufe im Neuen Testament. Stuttgart 1972.
- Die Johannesapokalypse, Darmstadt 1975, 4. Auflage 1998.
- Kirche in Zeit und Endzeit. Aufsätze zur Offenbarung des Johannes. Neukirchen-Vluyn 1983.
- Johannes-Apokalypse, in: Reallexikon für Antike und Christentum. Band 18, 1998, S. 595–646.
- Das beglaubigende Vaticinium ex eventu als Strukturelement der Johannes-Apokalypse, in: Revue d’Histoire et de Philosophie Religieuses 79, 1999, S. 19–30.
- Apokalyptische Strukturen in der Geschichte des Mittelalters und der Neuzeit, in: Zeitschrift für Bayerische Kirchengeschichte 69, 2000, S. 1–18.
- Das himmlische Jerusalem und seine Wirkungsgeschichte in der Kunst unter besonderer Berücksichtigung des Gebrauchs der Edelsteine, Waltrop 2004.
- Kleines Lexikon des studentischen Brauchtums. Edition Piccolo, Hannover 1985, 2. Auflage 2001, 3. Auflage 2009, ISBN 978-3-931892-06-7.
- Johannes-Offenbarung und Kirchenbau. Das Gotteshaus als Himmelstadt. Neukirchen-Vluyn 2010.
- Christliche Endzeiterwartung und die Frömmigkeit des Vormärz, in: Harald Lönnecker, Klaus Malettke (Hrsg.): 200 Jahre Wartburgfest. 18. Oktober 1817 – 18. Oktober 2017. Studien zur politischen Bedeutung, zum Zeithintergrund und zum Fortwirken der Wartburgfeier. (= Darstellungen und Quellen zur Geschichte der deutschen Einheitsbewegung im 19. und 20. Jahrhundert. Band 22), Universitätsverlag Winter, Heidelberg 2019, ISBN 978-3-8253-4616-4, S. 125–150.